# Dorian Pickens
Dorian Pickens (Phoenix, Arizona, 11 de abril de 1996) es un exbaloncestista estadounidense. Con 1,96 metros de estatura, jugaba en la posición de escolta.

## Trayectoria deportiva

### Universidad
Jugó cuatro temporadas con los Cardinal de la Universidad de Stanford, en las que promedió 10,2 puntos, 2,9 rebotes y 1,4 asistencias por partido. Anotó 196 triples a lo largo de su carrera, lo que le sitúan en la octava posición histórica de su universidad en este apartado.

### Profesional
Tras no ser elegido en el Draft de la NBA de 2018, no fue hasta el 5 de noviembre cuando firmó su primer contrato profesional con el Limburg United de la Pro Basketball League, la primera división del baloncesto belga, equipo al que llegó para sustituir al lesionado Tate Unruh.